# Romain De Loof

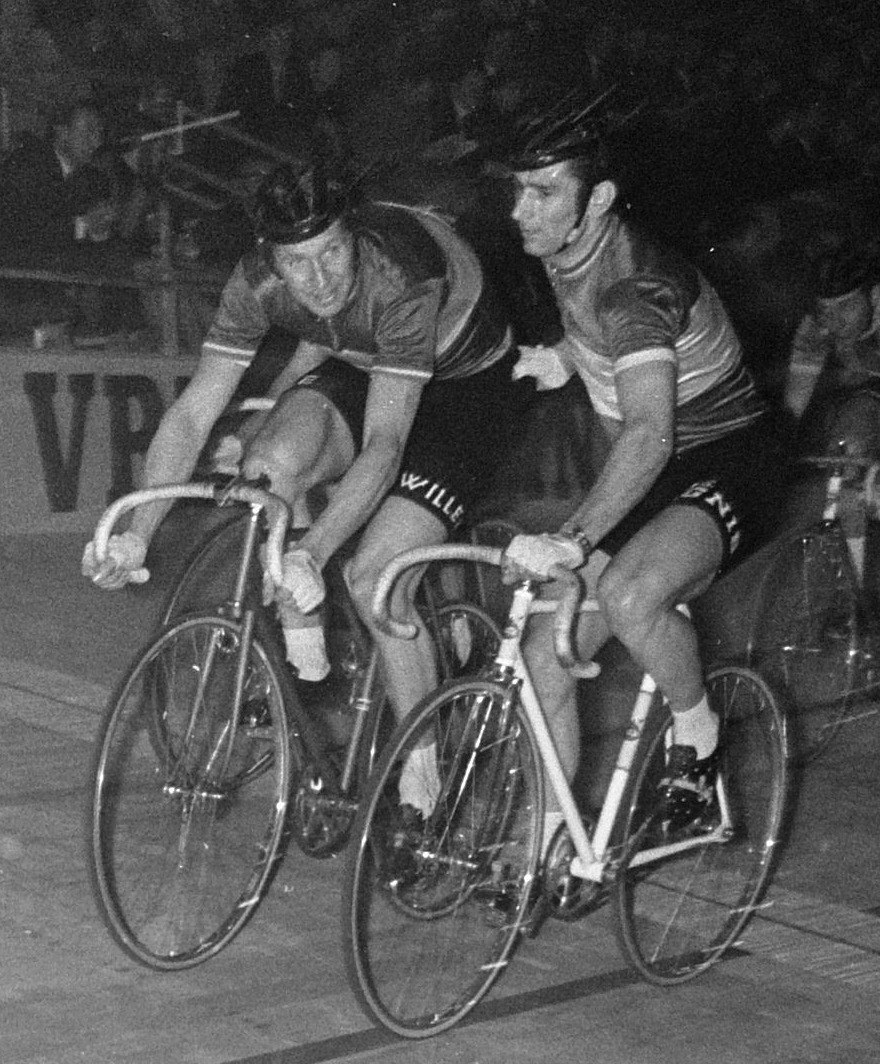
Peter Post und Romain De Loof (rechts) 1969

Romain De Loof (* 6. März 1941 in Eeklo) ist ein ehemaliger belgischer Radrennfahrer und dreifacher Weltmeister.
Romain De Loof war in den 1960er Jahren einer der erfolgreichsten Bahnradsportler Belgiens, von 1964 bis 1975 als Profi. Er wurde allein in verschiedenen Bahn-Disziplinen zehnmal Belgischer Meister, in der Einerverfolgung, im Zweier-Mannschaftsfahren, im Derny-Rennen und als Steher. 1960 war er Teilnehmer der Olympischen Sommerspiele in Rom. Dort bestritt er die Mannschaftsverfolgung. 1962 wurde De Loof in Mailand Steher-Weltmeister der Amateure; diesen Erfolg konnte er im Jahr darauf bei der WM in Rocourt wiederholen. 1963 gewann er mit Patrick Sercu als Partner das erste Sechstage-Rennen für Amateure in Brüssel. Nach seinem Übertritt zu den Profis gelang ihm 1966 ein erneuter WM-Sieg in Frankfurt am Main.
Von 1965 bis 1970 startete Romain De Loof auch bei 56 Sechstagerennen. 1965 siegte er in Madrid und in Mailand mit Rik Van Steenbergen; dieser Sieg war für Van Steenbergen der 40. und letzte. 1969 siegte er in Amsterdam und in Rotterdam, beide Male gemeinsam mit Peter Post. Nach einem Sturz bei dem Rennen Gent-Wevelgem erlitt er 1970 einen dreifachen Beckenbruch und musste ein Jahr lang pausieren.  „Frivole levenswandel beknotte zijn carriére.“ (fläm. = „Frivoler Lebenswandel verkürzte seine Karriere“). Nach dem Ende seiner aktiven Laufbahn war er als Sportlicher Leiter tätig.
Im Februar 2010 erhielt Romain De Loof in Anwesenheit von Patrick Sercu und Eddy Merckx die belgische Medaille für Verdienste um die Stadt Eeklo.